# Dom van Monreale
De dom van Monreale (cattedrale di Santa Maria Nuova) is een basilica minor die in de praktijk vaak kathedraal of domkerk wordt genoemd. Het gebouw is een samensmelting van Byzantijnse, islamitische en romaanse architectuur met vroeg-gotische elementen. Binnen zijn veel mozaïeken te zien. Op de bronzen deuren van de hoofdingang zijn 42 bijbelse taferelen uitgebeeld. In 2015 werd deze samen met de Arabisch-Normandische bouwwerken in Palermo en de kathedraal van Cefalu uitgeroepen tot werelderfgoed in de inschrijving Arabisch-Normandisch Palermo en de kathedralen van Cefalù en Monreale.
Het gebouw was in eerste instantie opgezet als kloosterkerk. De bouw duurde van 1172 tot 1176 en gebeurde in opdracht van koning Willem II van Sicilië. De keuze om dit fraaie bouwwerk neer te zetten was vooral van politieke aard. Willem II wilde de invloed van aartsbisschop Walter Ophamil van Palermo aantasten. Deze was aangesteld door Paus Innocentius II, een tegenstander van de koning. Om dit te doen wilde hij een kerk laten bouwen die de Kathedraal van Palermo zou overtreffen. De eerste honderd monniken werden hem gestuurd door Benincasa, abt van de Territoriale abdij van de Heilige Drie-eenheid van Cava de' Tirreni.

## Galerij

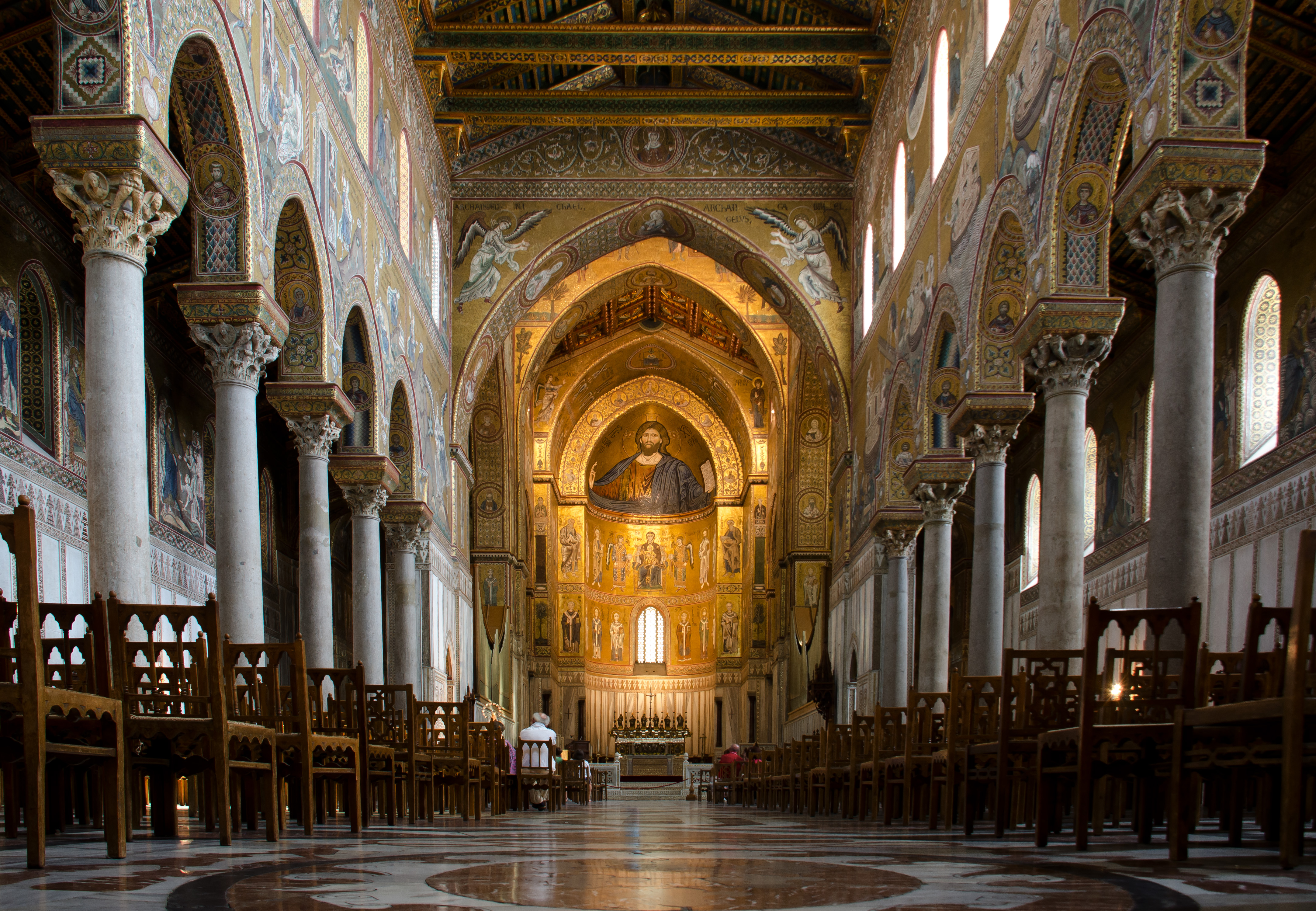
Interieur
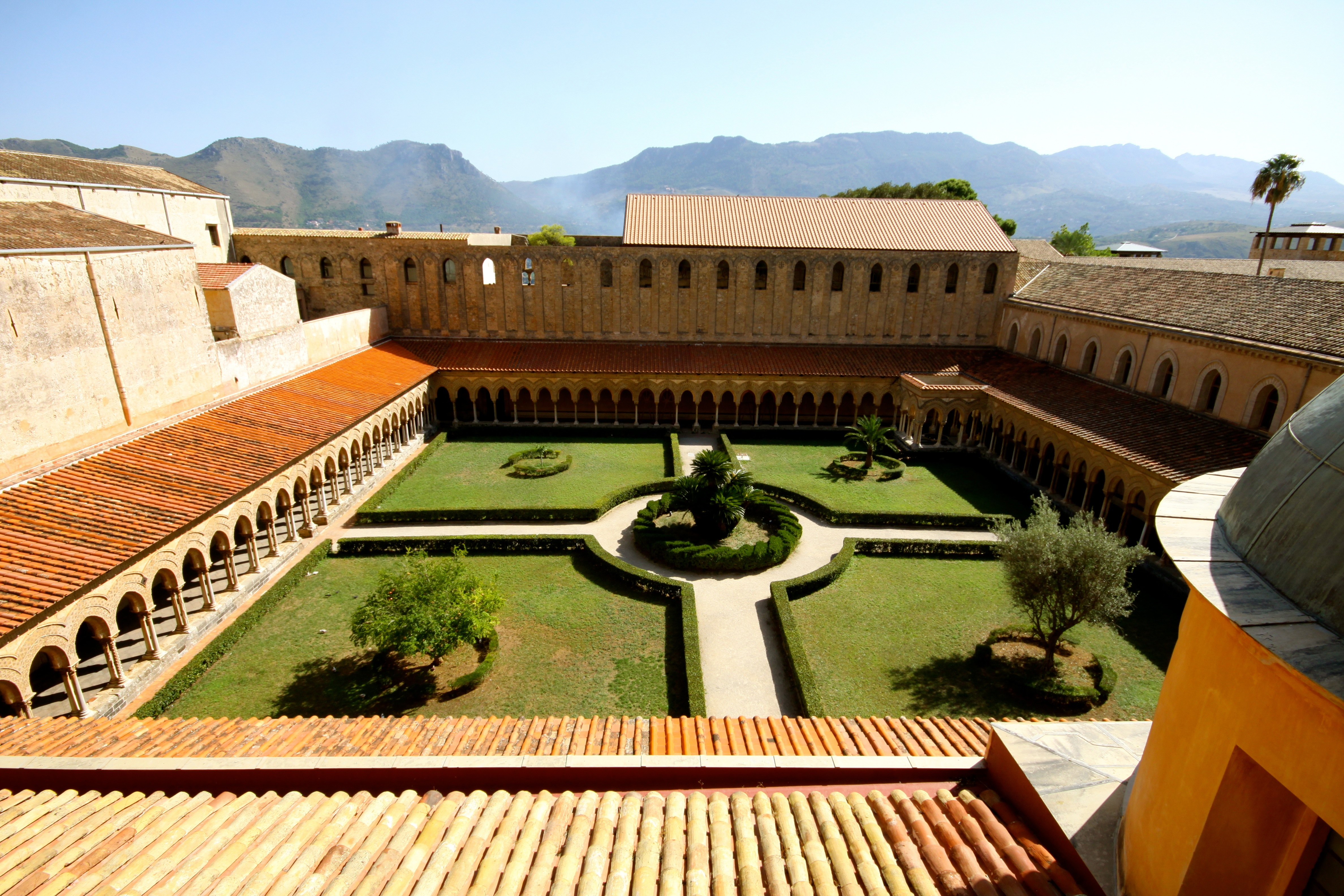
De kloostergang
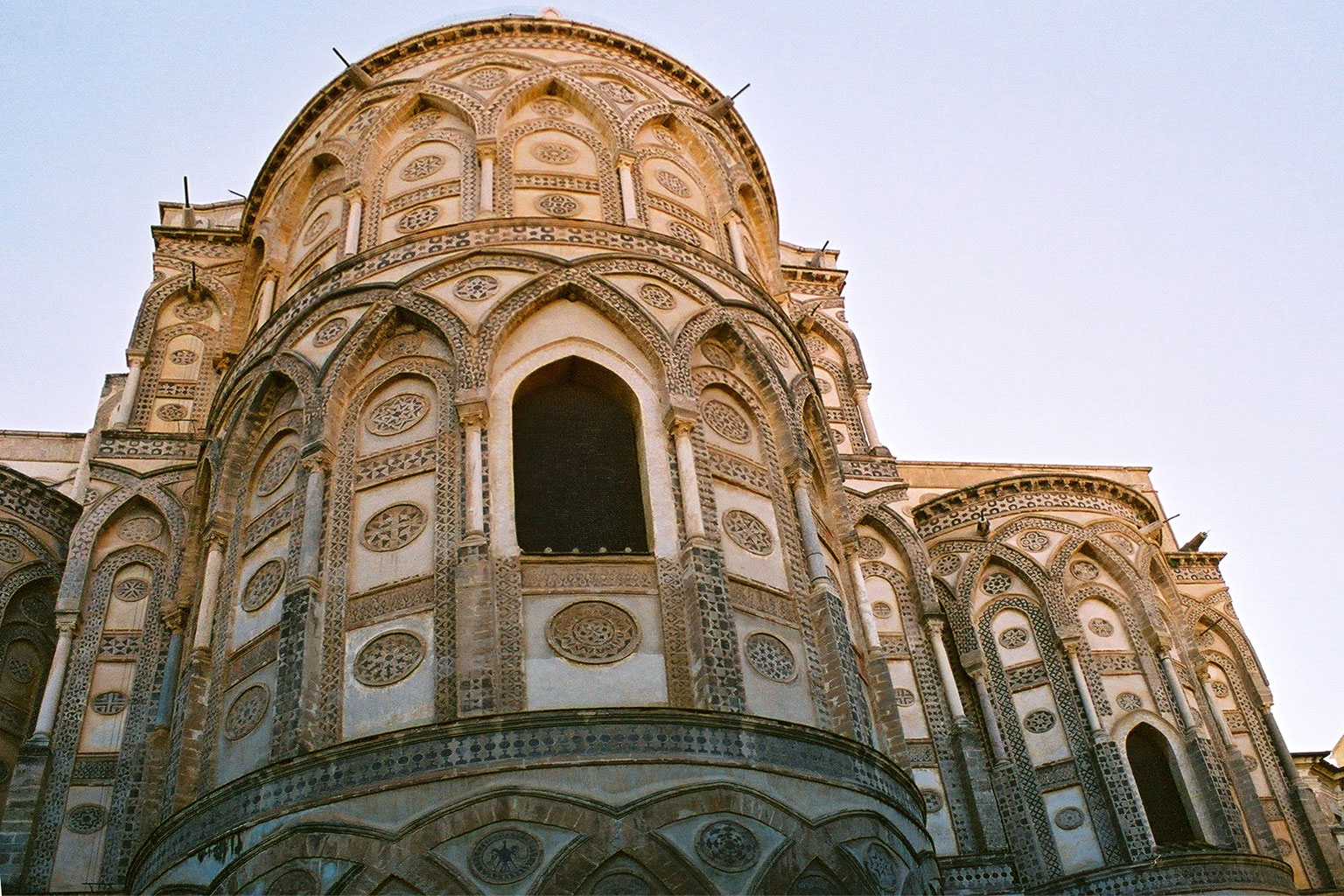
Apsis van de kathedraal van Monreale
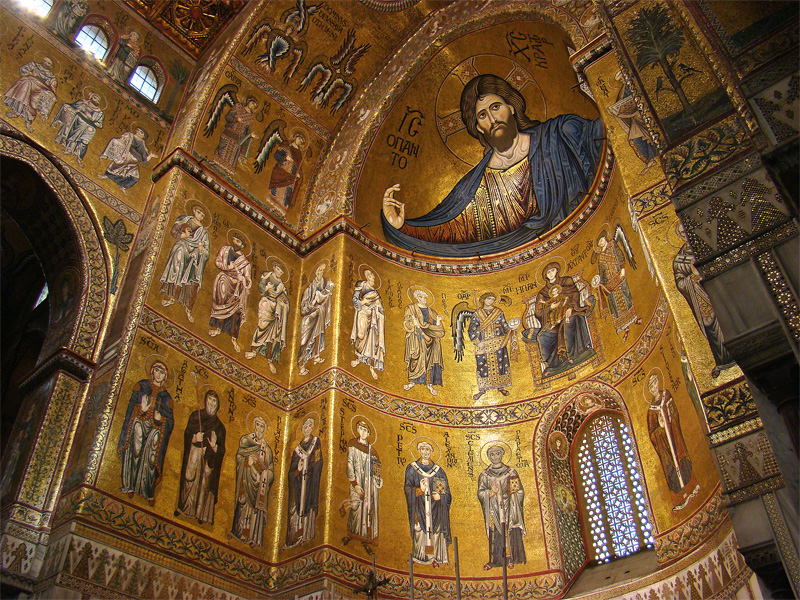
Mozaïeken in de apsis